# Ramshults loftbod
Ramshults loftbod, är ett byggnadsminne i Kinda kommun, Östergötland.
Ramshults loftbod uppfördes troligen 1747, detta årtal återfinns i en av husets takbjälkar. Den rödfärgade timmerbyggnaden omfattar en dekorerad svalgång och ett rikt utsmyckat portlider och är ett exempel på den timmerbyggnadskultur som är specifik just för södra Östergötland. Byggnaden användes främst som förvaring, men kunde under sommaren även användas för övernattning. 
Byggnaden är en del i en bondgård som även består av en före detta manbyggnad som fick sitt nuvarande utseende vid 1800-talets slut. 